# Repretel

Logo de Repretel

Repretel (réduction de l'espagnol : Representaciones Televisiva) est une entreprise costaricienne qui regroupe quatre chaînes de télévision en langue espagnole.
Cette société de télévision est membre de l'Organisation des Télécommunications Ibéro-Américaines (OTI).
En 2008, Repretel adopte un format de transmission compatible avec les téléphones portables.
En août 2018, un groupe de représentants du congrès américain demande au président Donald Trump de sanctionner six individus d'Amérique latine pour leur implication dans des affaires de corruption et de crime organisé, dont Remigio Angel Gonzalez, propriétaire du holding médiatique mexicain Albavision Network qui possède Repretel,. Remigio Angel Gonzalez, surnommé "le fantôme" (en espagnol : el fantasma), crée le groupe médiatique TV Media Limitada en 1993 (devenu Grupo Albavisión en 2008) et lance la chaîne Repretel en 1995 au Guatemala.

## Chaînes
Repretel opère 8 chaînes de télévision et 13 chaînes de radio :
- Repretel 6 : La chaîne phare qui diffuse les émissions populaires, nouvelles et sports.
- Repretel 4 : Elle s'adresse aux enfants et diffuse des films les fins de semaine.
- Repretel 11 : Elle diffuse principalement des séries américaines doublées ainsi que des séries espagnoles importées de Televisa et Univision.
- Repretel 2 : Rediffusion de la station de radio CDR-2.

Repretel opère un réseau de salles de cinéma, Nova Repretel, présent au Costa Rica et au Panama.